# Moghegno

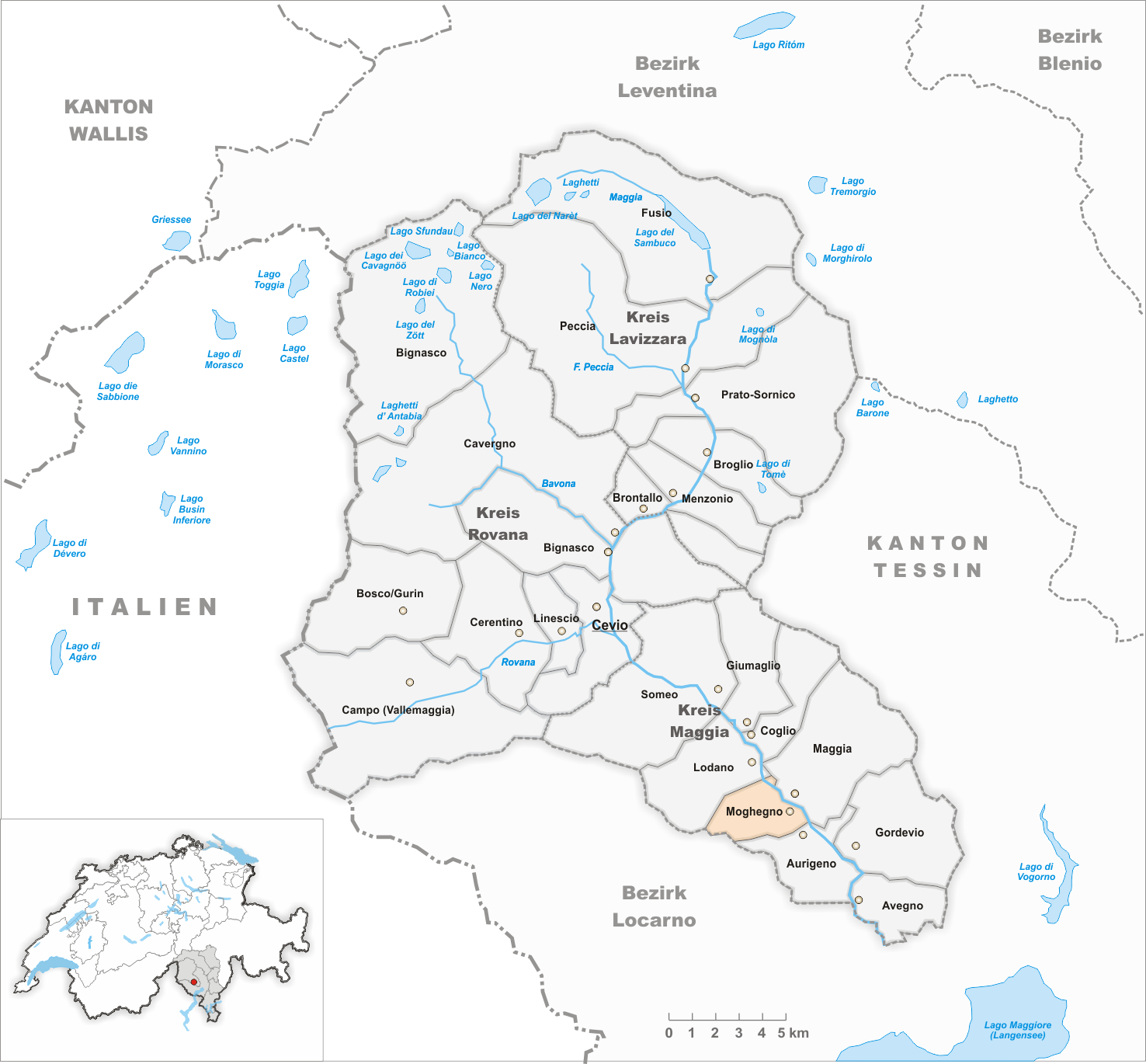
Gemeindestand vor der Fusion am 4. April 2004

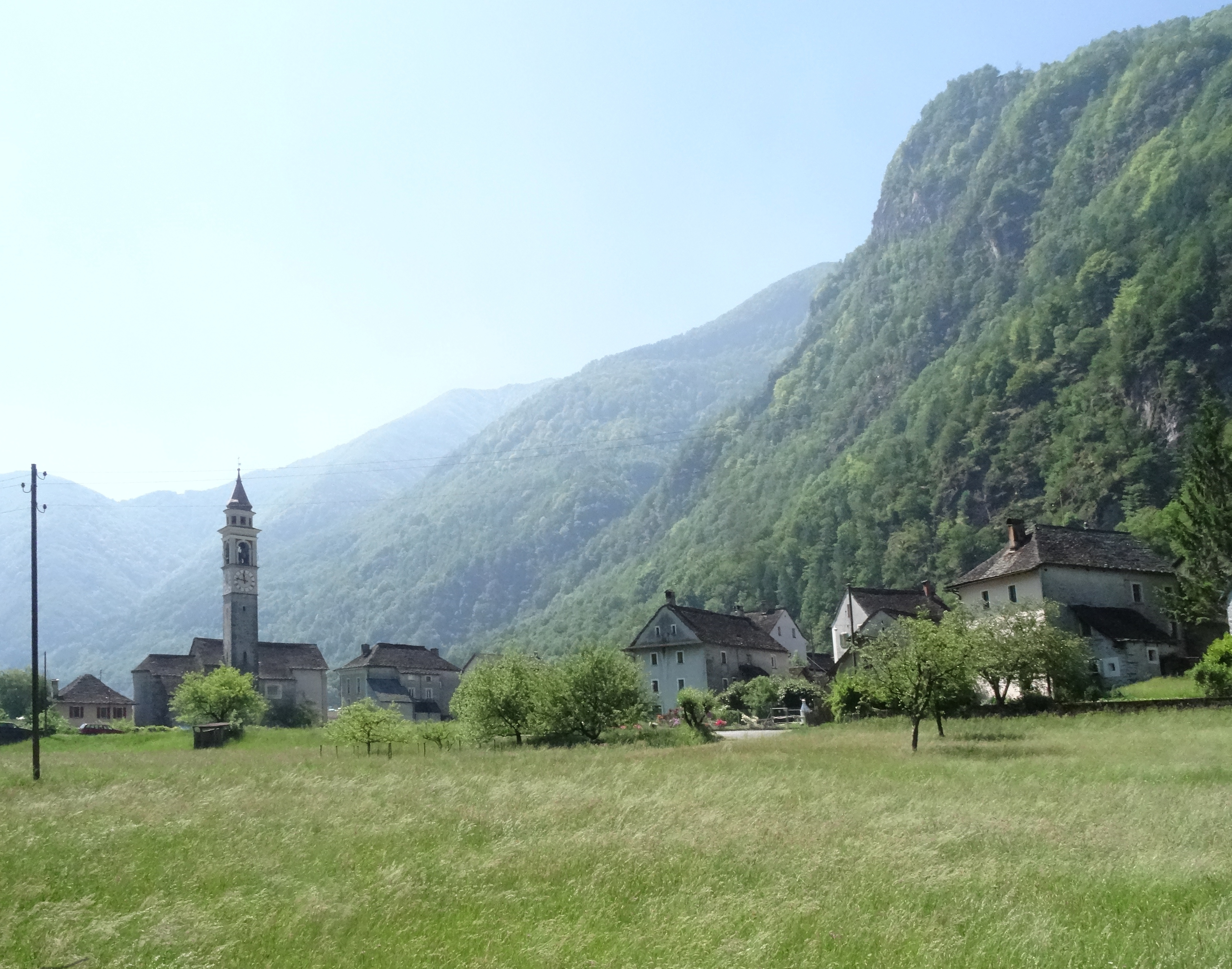
Moghegno

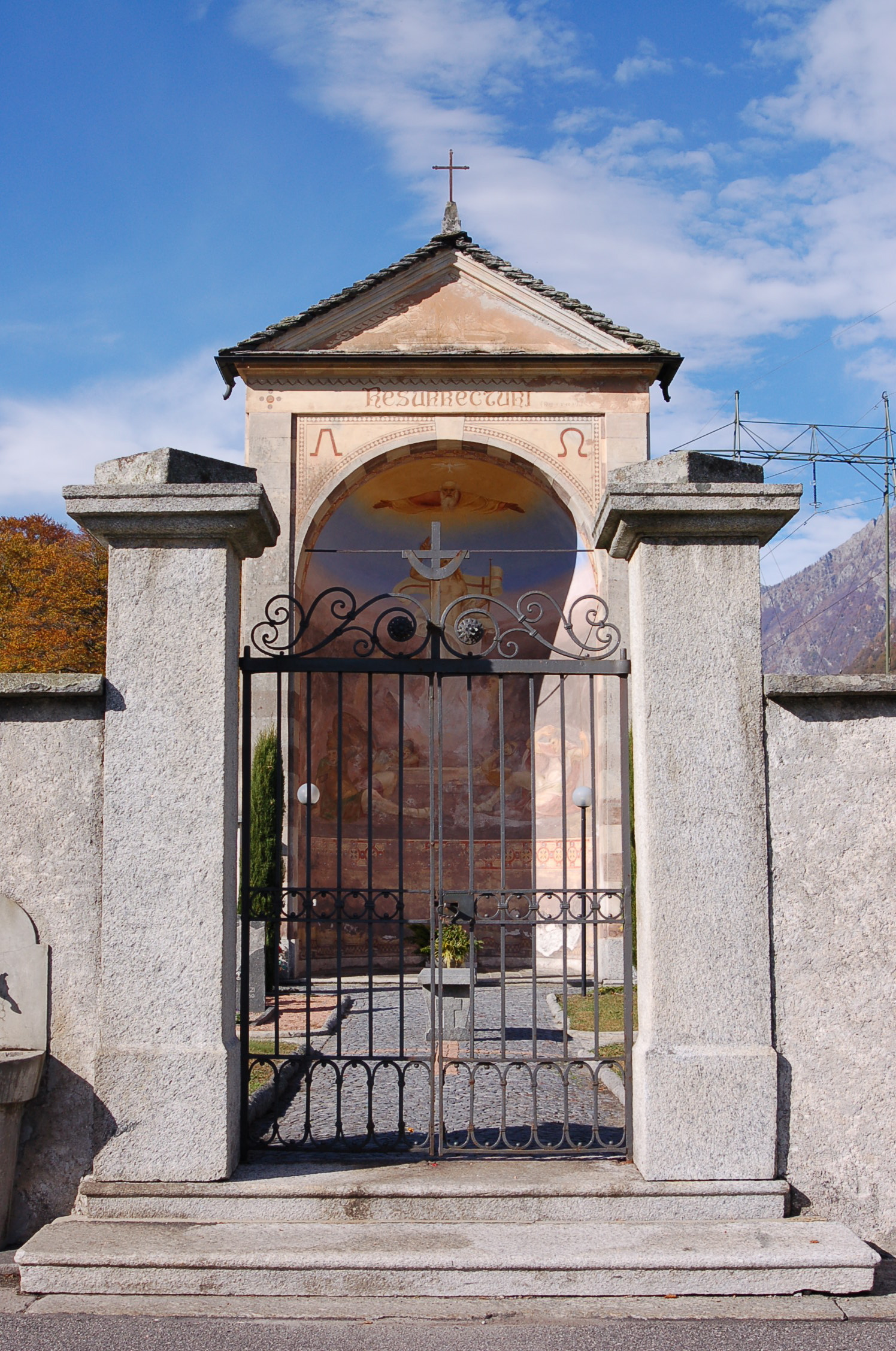
Friedhofskapelle mit Fresko

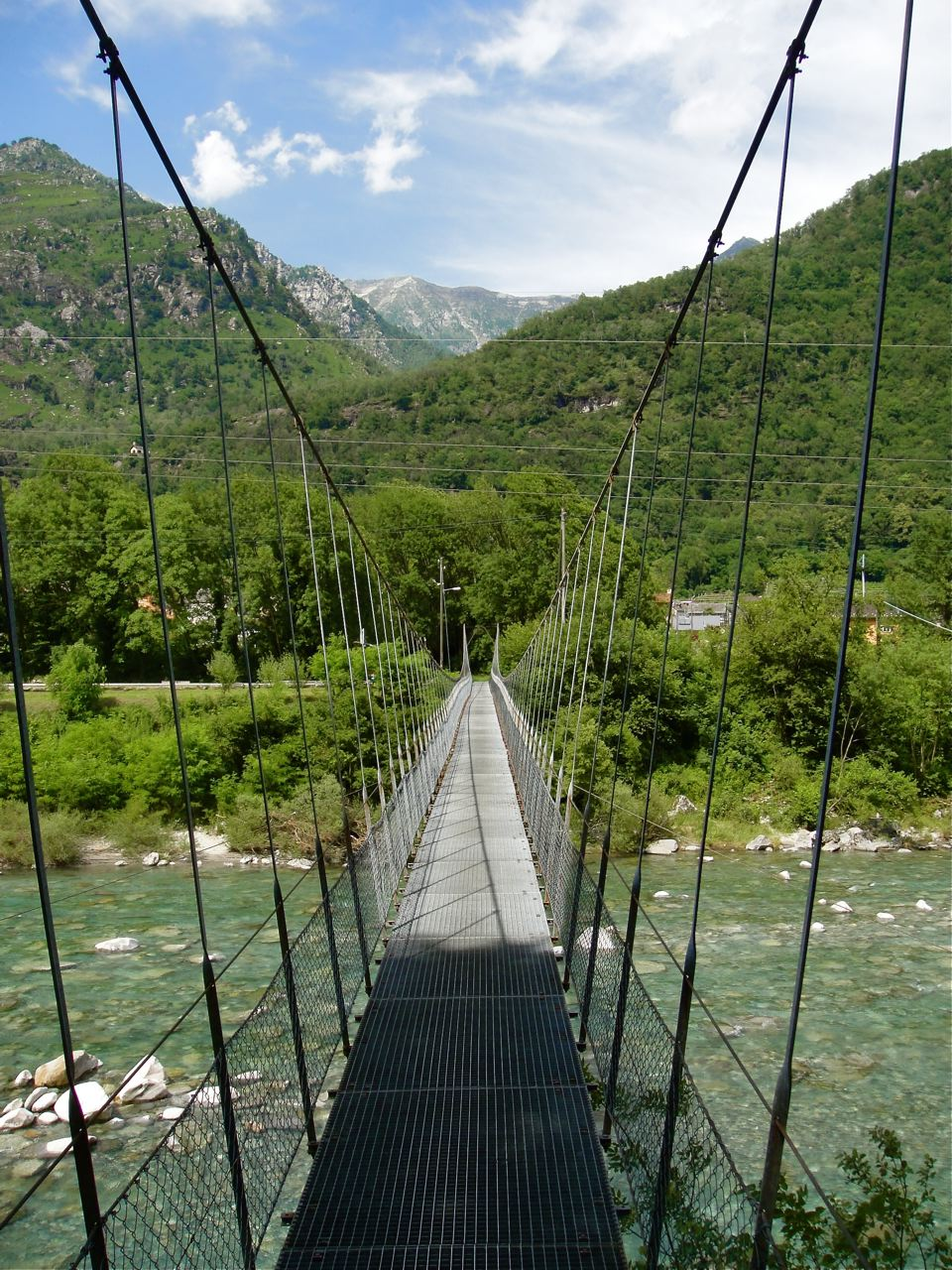
Brücke Maggia-Moghegno

Moghegno ist ein Dorf und Ortsteil der Gemeinde Maggia im Kreis Maggia im Bezirk Vallemaggia des Schweizer Kantons Tessin. Bis zum 4. April 2004 war Moghegno eine selbstständige Gemeinde.
Im Jahr 2003, vor der Gemeindefusion, lebten in der Gemeinde 376 Einwohner auf einer Fläche von 6,96 km².

## Geographie
Moghegno liegt auf 317 m ü. M. im Valle Maggia nordwestlich von Locarno zwischen Pizzo Peloso im Südsüdwesten und Madom da Sgióf im Nordosten. Das Dorf liegt am rechten Ufer des Flusses Maggia, der ehemals die Gemeindegrenze zum direkt gegenüberliegenden Hauptort Maggia markierte. Die Grenze zu Aurigeno dagegen führte entlang des Ri di Dentro.

## Geschichte
Das Dorf wurde 1335 als Mogeno erstmals urkundlich erwähnt. Noch heute findet man im Ortskern viele Häuser aus dem 17. und 18. Jahrhundert. Interessant sind auch andere Zeugnisse der ländlichen Kultur wie zum Beispiel die direkt in den Felsen gehauenen grossen Brunnen, die Mühlen und das grosse Waschhaus.
Am 4. April 2004 fusionierte die bis dahin selbständige Gemeinde mit den bisherigen Gemeinden Aurigeno, Coglio, Giumaglio, Lodano, Maggia und Someo und gehört seither zur neugebildeten politischen Gemeinde Maggia TI. Moghegno bildet aber nach wie vor eine eigenständige Bürgergemeinde.

## Bevölkerung
Einwohnerzahlen: Volkszählungsdaten

## Verkehr
Moghegno ist durch eine Nebenstrasse, welche die Maggia überbrückt, an die Hauptstrasse 407 angebunden. Eine abzweigende Nebenstrasse bei der Brücke führt nach Aurigeno. Eine weitere, kleinere Strasse führt der Maggia entlang durch Waldgebiet nach Lodano.

## Persönlichkeiten
- Thomas Tavernetti (* 23. Dezember 1889 in Gonzales; † 23. Dezember 1934 in Berkeley), aus Moghegno, Absolvent der Universität von Kalifornien Berkeley im Jahr 1913. Zum Zeitpunkt seines Todes war er stellvertretender Dekan des U.C. Davis College of Agriculture University of California, Davis.[4]
- Pier Giacomo Grampa (* 1936), Pfarrer von Moghegno und Ascona, dann Bischof von Lugano und ehemaliger Grossprior der Schweizer Statthalterei des Ritterordens vom Heiligen Grab zu Jerusalem.

## Sehenswürdigkeiten
Das Dorfbild ist im Inventar der schützenswerten Ortsbilder der Schweiz (ISOS) als schützenswertes Ortsbild der Schweiz von nationaler Bedeutung eingestuft.
- Pfarrkirche Beata Vergine Assunta[6][7]
- Friedhofssäule[6]
- Oratorium Santa Maria Annunziata[6]
- Altes Waschhaus dal Pradàgl[6]
- Aufgeständerter Kornspeicher Torba di Rossitt[6]
- Aufgeständerter Kornspeicher Torba Pincini[6]
- Alte Mühle[6]
- Romanische Nekropole: archäologische Funde[8][9]
- Schalenstein im Ortsteil Audéglia (590 m ü. M.)[10]